# میرزا حسن لاهیجی
میرزا حسن بن عبدالرزاق بن علی بن حسین لاهیجی (۱۰۴۵ –۱۱۲۱ق) یکی از عالمان و حکیمان متشرع و شاعران عصر صفوی و یکی از مشاهیر لاهیجان است. پدر او ملا عبدالرزاق لاهیجی یکی از فلاسفه بزرگ شیعه و از متکلمین سرشناس امامیه می‌باشد.
در بیست و سوم و بیست و چهارم تیر ماه سال ۱۳۷۲ش، کنگره‌ای در بزرگداشت وی در لاهیجان برگزار شد.ب

## تولد
تاریخ تولد وی بنابر تحقیق برخی محققان مشخص و معلوم نیست. آقابزرگ تهرانی تولد میرزا حسن را حدود سال ۱۰۴۵ هجری قمری دانسته است. تاریخ تولد وی بنابر تحقیق رضا استادی، می‌تواند تاریخ فوق باشد چرا که با گفته‌های دیگر کتب منافاتی ندارد.

## حیات
زادگاه او ظاهراً قم است. میرزا حسن لاهیجی یکی از معلمان و مدرسان حکمت اسلامی و کلام در دوران صفویان بوده‌ است. به گفته سید جلال الدین آشتیانی وی، فرزند و شاگرد عبدالرزاق لاهیجی بوده‌ است. میرزا حسن در قم دارای حوزه تدریس بوده‌است. وی تا آخر عمر در قم به تدریس و تألیف اشتغال داشته‌است.

## آثار
- آیینه حکمت
- ابطال التناسخ
- اثبات الرجعه
- اصول دین
- الفه الفرقه فی الکلام
- تألیف المحبه او تزکیه الصحبه
- تحفه المسافر
- التقیه
- جمال الصالحین
- جواب الاعتراض علی اقدام سید الشهداء علیه السلام علی الشهاده
- الحاشیه علی الوافی
- الرساله الزکیه الزکویه
- روایع الکلم و بدایع الحکم
- زواهر الحکم
- سر مخزون
- شرح صحیفه سجادیه
- شمع یقین و آینه دین
- الغیبه و بعض مسائلها
- قدم و حدوث
- مختصر جمال الصالحین
- مصابیح الهدی و مفاتیح المنی
- مصباح الدرایه
- هدیه المسافر فی احکام السفر
- ربط الحکمه بالتصوف[۴]

## نظرات فلسفی و کلامی
میرزا حسن در حکمت و فلسفه همردیف پدر خود دانسته شده‌است. او همانند ملاصدرای شیرازی قائل به اصالت وجود و وحدت حقیقت وجود است. می‌توان گفت که وی برخی از مبانی ملاصدرا را پذیرفته‌است اما دارای مشربی سینوی و مشایی و از پیروان ابن سینا و شارح افکار وی است. در علم کلام هم احاطه داشته‌است اما به گفته سید جلال الدین آشتیانی نظرات وی به پختگی و ورزیدگی و تسلط پدرش نیست.

## وفات
میرزا حسن  در سال ۱۱۲۱ هجری قمری از دنیا رفت و در قم به خاک سپرده شد  به دستور شهاب الدین مرعشی نجفی روی سنگ قبر وی، لقب کاشفی نوشته شده‌است که گویا تخلص شعری وی بوده‌است.
قبر وی در ابتدای خیابان چهارمردان قم است که در سال ۱۳۹۳ توسط شهرداری قم مورد تعرض قرار گرفت ولی با اعتراض مراجع تقلید، سنگ قبر جدیدی بر قبرش نهاده شد و قبر وی از بین نرفت.سنگ قبر میرزا حسن در کنار پیاده‌رو خیابان نزدیک ابن بابویه قمی و گذر خان نصب شده‌است.